# دانشگاه ویسکانسین-لا کراس
دانشگاه ویسکانسین-لا کراس (همچنین به عنوان UW-La Crosse, UWL، یا در منطقه به عنوان La Crosse شناخته می‌شود) یک دانشگاه دولتی در لا کراس، ویسکانسین است. این دانشگاه که در سال ۱۹۰۹ تأسیس شد، بخشی از سیستم دانشگاه ویسکانسین است و مدارک لیسانس، کارشناسی ارشد و دکترا را ارائه می‌دهد. این دانشگاه با ۹۶۰۰ دانشجوی کارشناسی و ۱۰۰۰ دانشجوی فوق لیسانس از چهار مدرسه و کالج تشکیل شده‌است که ۱۰۲ برنامه کارشناسی، ۳۱ برنامه تحصیلات تکمیلی و ۲ برنامه دکترا را ارائه می‌دهد. دانشگاه ویسکانسین-لا کراس بیش از ۸۵۰۰۰ فارغ‌التحصیل در ۵۰ ایالت ایالات متحده و ۵۷ کشور دارد. در سال ۲۰۲۱، یواس نیوز اند ورلد ریپورت دانشگاه ویسکانسین-لا کراس را به عنوان برترین دانشگاه جامع در سیستم UW برای دومین دهه متوالی و هفتمین دانشگاه دولتی منطقه ای در غرب میانه رتبه‌بندی کرد.